# Cantharellula oregonensis
Cantharellula oregonensis är en svampart som först beskrevs av William Alphonso Murrill, och fick sitt nu gällande namn av Rolf Singer 1942. Cantharellula oregonensis ingår i släktet Cantharellula och familjen Tricholomataceae.   Inga underarter finns listade i Catalogue of Life.